# Stratford, Québec
Stratford är en kommun av typen kanton (municipalité de canton) i provinsen Québec i Kanada. Den ligger i regionen Estrie, i den sydöstra delen av landet, 300 km öster om huvudstaden Ottawa. Antalet invånare var 1 036 vid folkräkningen 2021. Landarean är 120 kvadratkilometer.